# Вычужанин, Николай Алексеевич
Николай Алексеевич Вычужанин (1919—1964) — участник Великой Отечественной войны, Герой Советского Союза, командир пулемётного взвода, гвардии младший лейтенант.

## Биография
Вычужанин Николай Алексеевич родился 23 февраля 1919 года в деревне Ашкельдино ныне Тонкинского района Нижегородской области в семье крестьянина.
Окончил 5 классов. Работал бригадиром трактористов. В 1939 году призван в ряды Красной Армии.
На фронтах Великой Отечественной войны с 1942 года. Участник Сталинградской битвы, форсирования Десны и Сожа. Вычужанин Николай Алексеевич — гвардии младший лейтенант, командир пулемётного взвода 118-го гвардейского стрелкового полка (37-я гвардейская стрелковая дивизия, 65-я армия, Белорусский фронт) со своим взводом переправился 21 октября 1943 года через Днепр в районе деревни Стародубка (Лоевский район Гомельской области). Перед взводом была поставлена задача: пулемётным огнём прикрывать переправу полка. В боях на плацдарме Вычужанин участвовал в отражении контратак противника. Захватил два ручных пулемёта и из трофейного оружия уничтожил расчёты противотанковой пушки и миномёта. Отбил 20 контратак, уничтожив до 100 солдат и офицеров противника, а взвод, которым командовал Вычужанин, уничтожил до 400 фашистов.
Указом Президиума Верховного Совета СССР «О присвоении звания Героя Советского Союза генералам, офицерскому, сержантскому и рядовому составу Красной Армии» от 15 января 1944 года за «образцовое выполнение боевых заданий командования на фронте борьбы с немецкими захватчиками и проявленными при этом отвагу и геройство» Вычужанину было присвоено звание Героя Советского Союза.
После войны демобилизовался, работал в Кустанайской области, а с 1953 года — в Павлиновской МТС Спас-Деменского района Калужской области.
Умер 26 июня 1964 года. Похоронен в посёлке Адаевка Камыстинского района Казахстана.

## Награды
- Медаль «Золотая Звезда» Героя Советского Союза,
- Орден Ленина, Орден Красного Знамени,
- Медали.

## Память
- В посёлке городского типа Тонкино Нижегородской области именем Вычужанина Н. А. названа улица, а на здании райотдела «Сельхозтехника» установлена мемориальная доска.